# Charles-Emmanuel de Gavre
Charles-Emmanuel, 1er Prince de Gavre, 4e marquis d'Ayseau, 6e comte de Beaurieu, 4e comte de Fresin et 3e comte de Peer, est un grand officier, né vers 1695 et mort le 8 novembre 1773.

## Biographie
Charles-Emmanuel-Joseph est le fils de Rasse-François de Gavre et de Marie-Catherine de Bryas, ainsi qu'un descendant de Charles de Gavre. Il est le père de François Joseph Rasse de Gavre, le grand-père du général Léopold de Gavre et de Charles Alexandre François Rasse de Gavre, et le beau-père du prince Maximilien Emmanuel de Hornes.
Il est chambellan de l'Impératrice d'Autriche, premier beer et grand échanson héréditaire de Flandre.
Grand bailli de Brabant-Wallon, il est nommé gouverneur, capitaine général et souverain bailli du pays et comté de Namur en 1739.
Il devient grand chambellan et grand maréchal de la cour de Bruxelles, et conseiller d'État intime en 1759. Il est fait chevalier de l'ordre de la Toison d'or le 30 novembre de la même année.